# Dentifricio

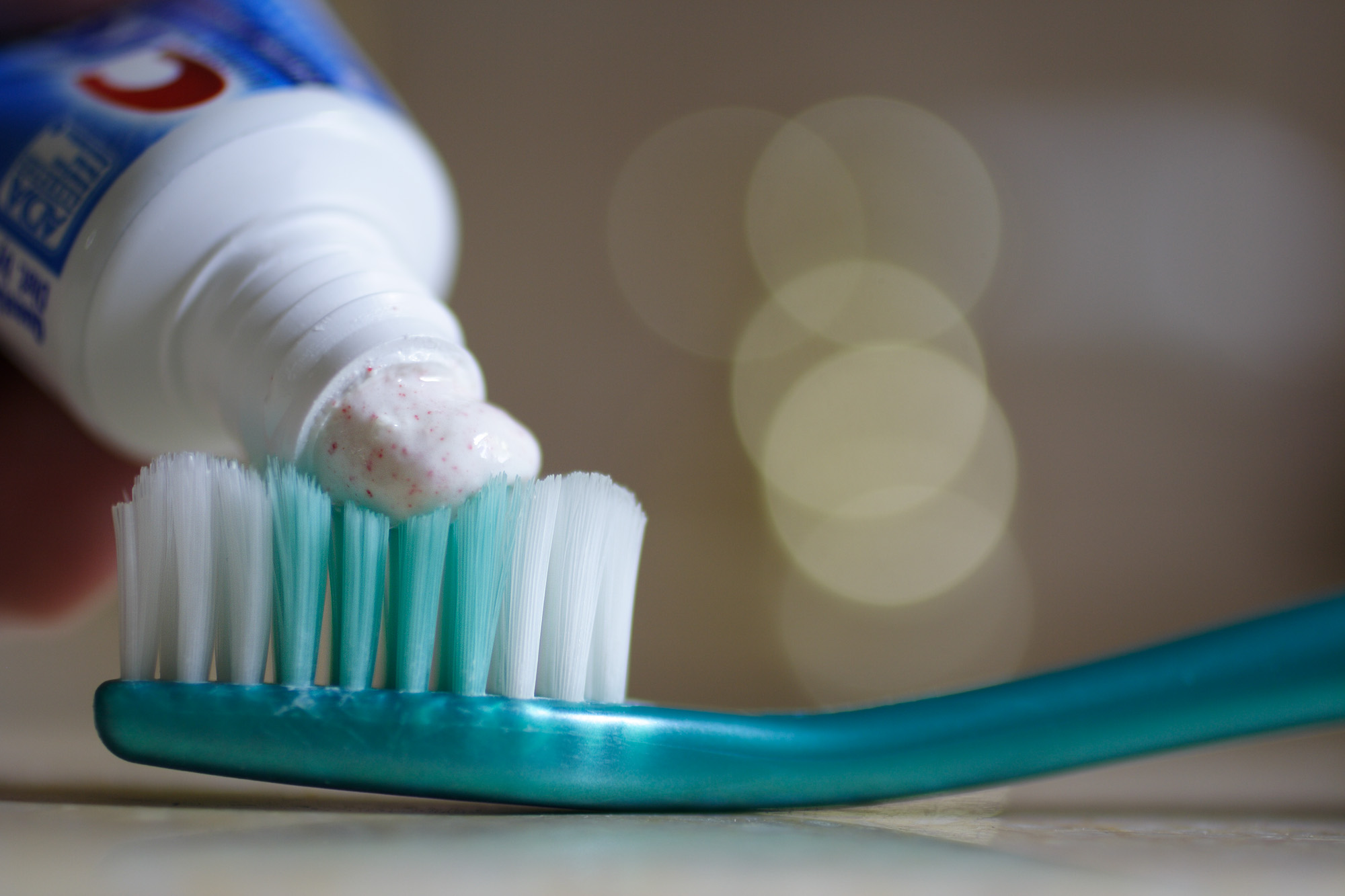
Dentifricio applicato dal tubetto allo spazzolino.

Il dentifricio è un prodotto finalizzato alla pulizia, alla manutenzione dell'estetica e alla salute dei denti. Assieme allo spazzolino viene utilizzato comunemente per promuovere l'igiene orale.
Le funzioni principali di questo prodotto riguardano:
- la rimozione dei residui di cibo dai denti,
- il supporto per l'eliminazione e/o il mascheramento di alitosi,
- la prevenzione di malattie gengivali (gengivite) e dentali quando costituito anche da ingredienti attivi quali fluoro o xilitolo.
- essi rappresentano veicoli attraverso i quali vengono applicate sulle superfici dentali vari principi attivi, tra cui sostanze antibatteriche (triclosan, clorexidina, cloruro di cetilpiridinio), sbiancanti (perlite, etc.), desensibilizzanti (fluoruro amminico), ad azione antitartaro (pirofosfati) o ad azione remineralizzante (fluoruro stannoso, calcio, fosfati); tuttavia va rimarcato che essi non hanno alcuna azione sulla rimozione della placca, che avviene esclusivamente mediante l'azione meccanica dello spazzolino.

Tradizionalmente il dentifricio si presenta come una crema (detta anche pasta dentifricia), ma viene commercializzato anche in forma di gel, o con composizioni miste. È generalmente estratto da un tubetto flessibile di materiale plastico. Il suo uso è quasi sempre effettuato ponendo una porzione di questo su uno spazzolino (sia manuale che elettrico), e tramite quest'ultimo viene sparso sulle arcate dentali e tra le gengive. Chimicamente è un sol.
È importante notare che la maggior parte delle operazioni di pulizia vengono effettuate mediante l'uso meccanico dello spazzolino da denti, e non per l'attività del dentifricio.
La maggior parte dei dentifrici non sono destinati per l'ingerimento: infatti contengono spesso tracce di sostanze sintetiche, che possono essere tossiche se ingerite.
Colgate Ribbon Dental Cream è stato il primo dentifricio ad essere commercializzato nei tradizionali tubetti spremibili, a partire dal 1896. In precedenza il dentifricio era sempre stato venduto in vasetti di vetro, sin dal 1873.

## Storia

### I primi dentifrici
Il primo riferimento noto che potrebbe riferirsi al dentifricio si ritrova in un manoscritto dall'Egitto, nel IV secolo a.C., che prevede una miscela di fiori di iris: studi più moderni gettano però dubbi sull'uso di questa "pasta per denti". Tuttavia, dentifrici o polveri non sono entrati in uso generale fino al XIX secolo.
I Greci, e poi i Romani, migliorarono le ricette per il dentifricio attraverso l'aggiunta di abrasivi come ossa frantumate e gusci di ostriche. Nel IX secolo, il musicista persiano Ziryab fu conosciuto per avere inventato un tipo di dentifricio, che rese popolare in tutta la Spagna islamica. I precisi ingredienti di questo preparato sono attualmente sconosciuti, ma alcune fonti attestano che fosse «funzionale e piacevole da gustare».
Non è noto se questi primi dentifrici furono utilizzati da soli; è probabile che fossero strofinati sui denti con stracci, od utilizzati assieme a degli spazzolini da denti precoci, come ramoscelli d'albero.

### Polvere per denti
Delle polveri per denti, usate per l'igiene orale assieme a rudimentali spazzolini, sono entrate in uso generale nel XIX secolo in Gran Bretagna. Per la maggior parte erano fatte in casa, usando come ingredienti gesso, mattoni polverizzati, o sale.
Un'enciclopedia del 1866 raccomandava come ingrediente il carbone polverizzato, ed avvertiva che molte polveri per denti brevettate e lanciate come prodotto sul mercato erano state più dannose che efficaci.
Una versione casalinga di dentifricio può essere prodotta mescolando 3 parti di bicarbonato di sodio (come detergente) e una parte di sale (come abrasivo) con: 3 cucchiaini di glicerina, 10-20 gocce di aroma ed una goccia di colorante alimentare.

### Dentifrici moderni

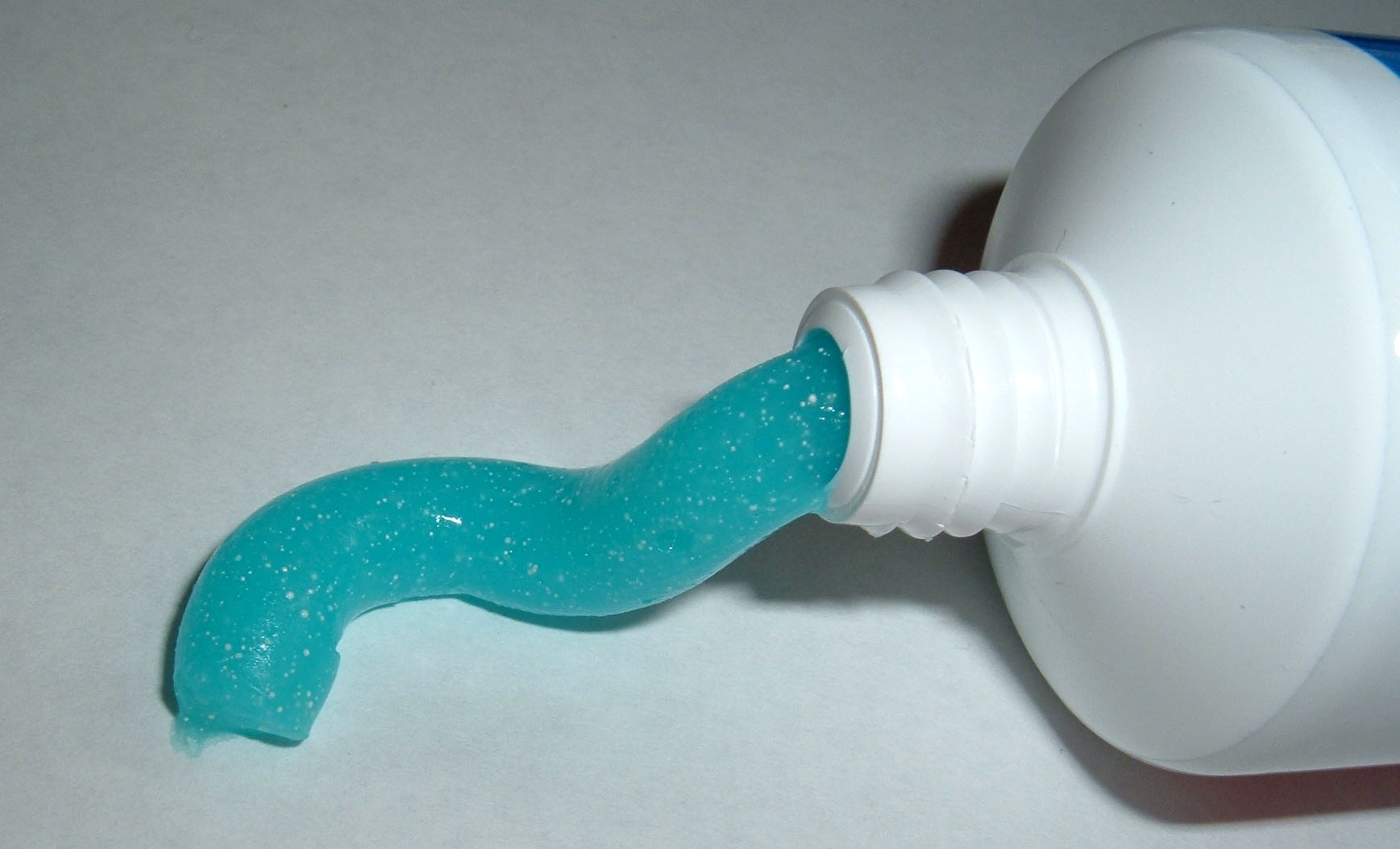
Moderno dentifricio in gel.

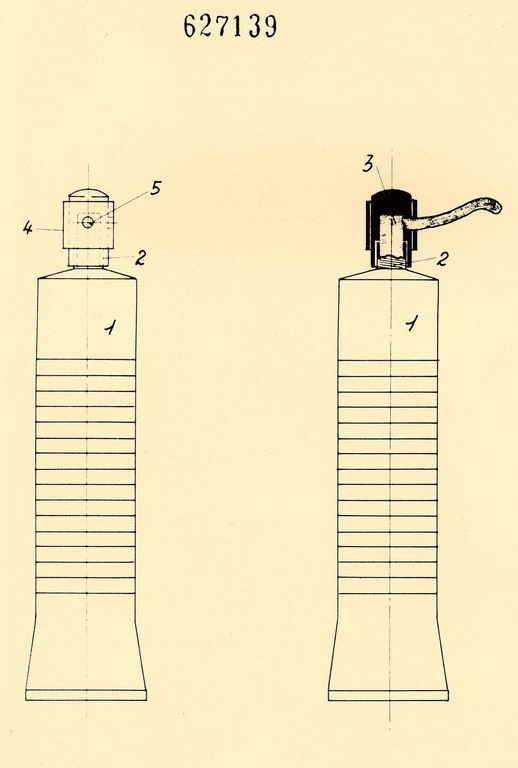
Disegno per il brevetto per una chiusura per tubetti di dentifricio, 1960

Nel XVI secolo è stata trovata una ricetta di dentifricio statunitense e britannico che aveva come ingrediente il pane bruciato. Un'altra formula dello stesso periodo richiedeva sangue di drago (una resina), cannella e allume bruciato.
Nel Novecento una pasta fatta di acqua ossigenata e bicarbonato di sodio veniva raccomandata per l'uso assieme allo spazzolino da denti. Dentifrici preconfezionati sono stati commercializzati nel XIX secolo, ma non superarono la popolarità della polvere per denti fino alla prima guerra mondiale.
Nel 1892, il dottor Washington Sheffield, di New London, mise a punto un dentifricio contenuto in un tubo pieghevole. Questa idea venne poi copiata ed applicata da numerosi produttori.
Il fluoro fu aggiunto ai dentifrici nel 1914, e tale aggiunta fu criticata dalla American Dental Association (ADA) nel 1937. I dentifrici al fluoruro sviluppati nel 1950 ricevettero però l'approvazione dell'ADA. Per sviluppare il primo dentifricio al fluoruro approvato dall'ADA, la Procter & Gamble (una grande casa produttrice americana) ha avviato anticipatamente un programma di ricerca nel 1940. Nel 1950, la Procter & Gamble mise a punto un team di progetto e di ricerca guidato dal Dr. Joseph Muhler alla Indiana University con lo scopo di studiare nuovi dentifrici al fluoro. Nel 1955, l'azienda lanciò il suo primo dentifricio al fluoruro clinicamente testato. Il 1º agosto 1960, l'ADA ha riferito che «(...) [il prodotto] ha dimostrato di essere un efficace dentifricio anticarie (preventivo alle carie) che può risultare di grande utilità quando viene utilizzato in un programma coscienzioso di igiene orale e regolari cure professionali». Paesi diversi suggeriscono differenti quantità di fluoruro accettabili per la salute.
Nel 2006 apparve in Europa il primo dentifricio contenente biomimetici ad idrossiapatite sintetica come valida alternativa al fluoro per la rimineralizzazione e la riparazione dello smalto dei denti. La funzione dell'idrossiapatite biomimetica è quella di proteggere i denti con la creazione di un nuovo strato di smalto sintetico attorno al dente, anziché quella di indurimento del livello esistente al fluoro che cambia chimicamente in calcio alofosfato (Ca5(PO4)3F).
Nel giugno 2007, la Food and Drug Administration statunitense e le agenzie similari a Panama, Porto Rico e in Australia consigliarono ai consumatori di evitare alcune marche di dentifricio prodotto in Cina, dopo che alcuni di questi dentifrici sono stati trovati contenere il glicol dietilenico (C4H10O3) (velenoso), chiamato anche diglycol od etichettato come DEG sul tubo. Questo prodotto chimico è utilizzato come solvente per antigelo ed è potenzialmente mortale.

## Ingredienti e sapori
Il dentifricio di oggi, costituito essenzialmente da acqua (circa al 75%), è, nella maggior parte dei casi, principalmente composto da ingredienti classificabili secondo la loro funzione in:
| Principi attivi                                                                  | Eccipienti                                                                                 |
| -------------------------------------------------------------------------------- | ------------------------------------------------------------------------------------------ |
| Anti-carie (circa 0,25%) (fluoruri, monofluorofosfati)                           | Agenti lucidanti (composti abrasivi come silice, bicarbonato di sodio o fosfato di calcio) |
| Agenti antibatterici (Triclosan o clorexidina)                                   | Umettanti                                                                                  |
| Abrasivi (circa 20%) (fosfato di calcio, allumina, silicio, carbonato di calcio) | Agenti schiumogeni (a base tensioattiva)                                                   |
| Sbiancanti                                                                       | Addensanti (silicati, gomme)                                                               |
| Anti tartaro                                                                     | Conservatori di viscosità                                                                  |
|                                                                                  | Coloranti                                                                                  |
|                                                                                  | Edulcoranti                                                                                |
|                                                                                  | Dolcificanti (sorbitolo, saccarina, xilitolo, mannitolo)                                   |
|                                                                                  | Aromi (eucalipto, menta, menta piperita, timolo, e svariati altri)                         |

### Principi attivi
Il fluoro in varie forme è l'ingrediente attivo più popolare per la prevenzione della carie nei dentifrici. Anche se presente in piccole quantità in piante, animali, ed in alcune fonti di acqua naturale, oltre ad avere effetti sulla formazione dello smalto di denti ed ossa, non è considerato un elemento essenziale della dieta e non sono noti segni di deficit patologico in sua assenza. Il fluoruro di sodio (NaF) è la forma più comune; alcune marche utilizzano monofluorofosfato di sodio (Na2PFO3) od amine fluoride 297 (C27H60F2N2O3).
Gran parte dei dentifrici venduti negli Stati Uniti contengono 1.000÷1.100 ppm di ioni fluoruro da uno di questi principi attivi, in Gran Bretagna il contenuto di fluoro è spesso più elevato, un NaF del 0,32% w/w (1.450 ppm di fluoro) è abbastanza comune.
Altri ingredienti sono meno comunemente usati, tra nanocristalli di idrossiapatite e fosfato di calcio per la rimineralizzazione e cloruro di stronzio o nitrato di potassio per ridurre la sensibilità. Il Triclosan (C12H7Cl3O2), un agente antibatterico, è un principio attivo, in alcuni dentifrici, usato per prevenire la gengivite. Il Triclosan è un ingrediente comune usato nel Regno Unito.

### Altri ingredienti

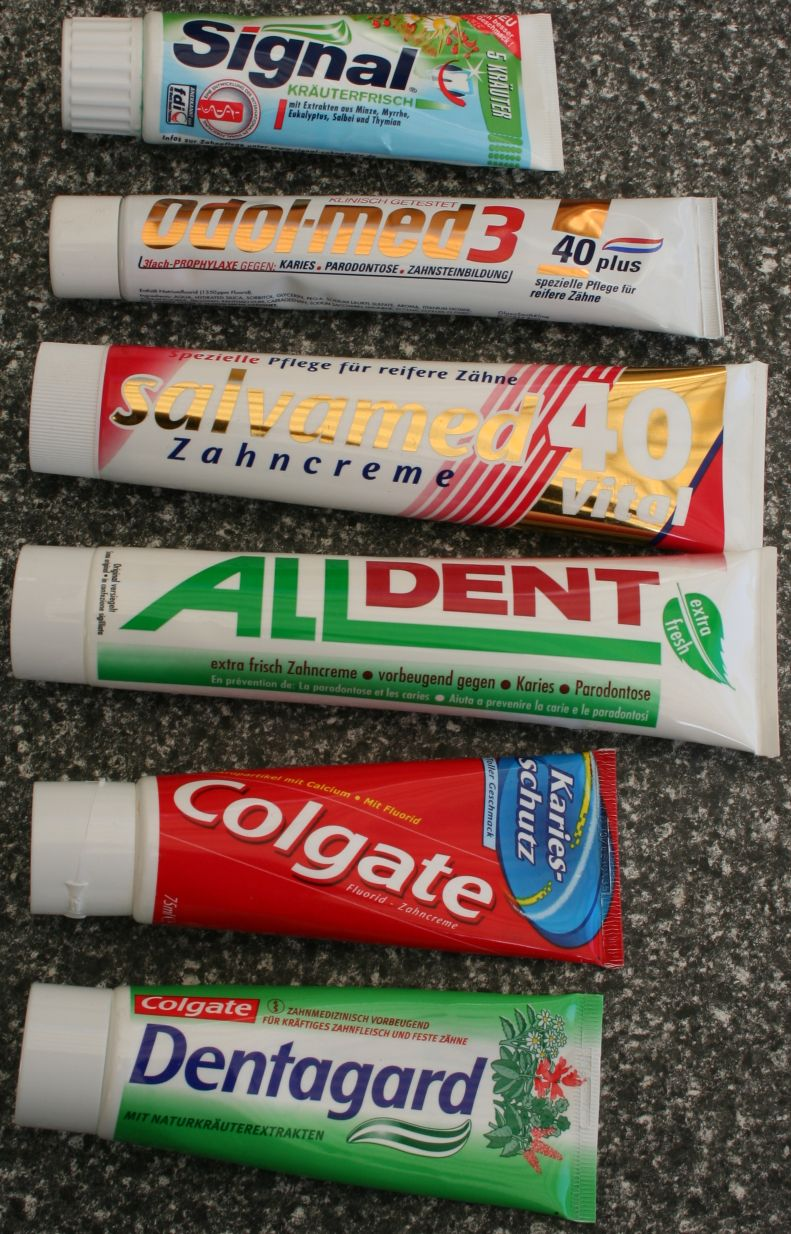
Tubetti di dentifricio di diverse marche.

Oltre al fluoro, l'altro ingrediente fondamentale nella maggior parte dei dentifrici è un abrasivo. Alcuni studi hanno dimostrato che nei dentifrici con un componente abrasivo, il tempo necessario per rimuovere la placca dai denti viene ridotto circa del 50%. Gli abrasivi, come gli agenti di lucidatura dentale utilizzati negli studi dentistici, causano anche una piccola quantità di erosione dello smalto, chiamata azione di lucidatura. Alcune marche di dentifricio contengono polvere di mica bianca, che agisce come abrasivo dolce, ed aggiunge anche un cosmetico producente dei riflessi scintillanti, piacevoli per la pasta. Molti possono contenere frustoli di diatomee morti come abrasivo dolce.
La rimozione di placca e tartaro previene la carie e le malattie parodontali. C'è da tenere conto che la lucidatura dei denti rimuove sì le macchie dalle superfici dei denti, ma non si è dimostrato che essa possa migliorare la salute dei denti al di là degli effetti della rimozione della placca.
Molti dentifrici (se non tutti) contengono sodio lauril solfato (NaC12H25SO4) o un altro composto della famiglia dei solfati. Il sodio lauril solfato (SLS) si trova anche in altri prodotti per la cura personale ed è in gran parte un agente schiumogeno (come lo shampoo), nonostante possieda la funzione di un potente antimicrobico. A causa della carica anionica dell'SLS, i collutori contenenti cloruro cetilpiridinio (che, avendo una carica cationica, neutralizzano così l'SLS) non dovrebbero essere utilizzati subito dopo la spazzolatura. L'SLS può provocare una maggiore frequenza di ulcere della bocca in alcune persone, in quanto lo strato protettivo dei tessuti orali si può asciugare, provocando a quelli sottostanti un danneggiamento.
Ingredienti come bicarbonato di sodio, enzimi, vitamine, erbe, calcio, sodio calcio fosfosilicato, collutorio, e/o perossido di idrogeno sono spesso combinati in miscele di base e commercializzati come aggiunte benefiche. Alcuni produttori aggiungono agenti antibatterici, per esempio Triclosan o cloruro di zinco, per prevenire la gengivite. Secondo l'American Dental Association, il Triclosan aiuta anche a ridurre il tartaro e l'alito cattivo. Alcune basi, come l'idrossido di sodio, sono utilizzate anche per neutralizzare gli acidi.
Il dentifricio viene distribuito con una grande varietà di coloranti ed aromi. Gli aromi più comuni consistono in alcune variazioni della menta (menta verde, menta, mente regolari, ecc.). Altri sapori più esotici sono: anice, albicocca, bubblegum, cannella, finocchio, lavanda, zenzero, vaniglia, limone, arancio, pino. Più inusuali sono sapori che comprendono burro di arachidi, tè freddo, e perfino whisky. Esistono anche dentifrici non aromatizzati; tuttavia, la maggior parte sono invece con aromi e sapori zuccherati. Poiché lo zucchero favorisce la crescita dei batteri che causano la carie dentaria, sono in genere utilizzati in sostituzione edulcoranti artificiali come saccarina o sorbitolo. L'inclusione di glicol dietilenico (tossico) come dolcificante in dentifrici fabbricati in Cina ha portato ad un richiamo verso una multinazionale nel 2007.

## Tipologie particolari

### Dentifricio a strisce

La zona rossa rappresenta il materiale utilizzato per le strisce, mentre la zona bianca rappresenta il dentifricio principale. I due materiali non si trovano in compartimenti separati, ma possiedono una viscosità sufficientemente alta da impedire il mescolamento. L'applicazione di una pressione al tubo fa sì che il materiale principale venga rilasciato attraverso il tubo. Simultaneamente, parte della pressione è trasmessa al materiale per le strisce, il quale viene quindi pressato sul materiale principale attraverso i fori nel tubo.

Schema per il modello di tubetto usato per le strisce.

Il dentifricio a strisce fu inventato da un newyorkese di nome Leonard Lawrence Marraffino nel 1955. Il brevetto (US patent 2,789,731 rilasciato nel 1957) fu successivamente venduto all'Unilever, che commercializzò questa novità nell'ambito del marchio Striscia (nome usato all'inizio del 1960). Questo fu seguito dall'introduzione da un identificatore di marca in Europa nel 1965 (brevetto UK 813.514); anche se tale tipo di dentifricio ebbe inizialmente molto successo, non ha mai nuovamente raggiunto la quota di mercato dell'8%, che diminuì già nel suo secondo anno.
L'idea di Marraffino, che rimane in uso come strisce di colore singolo, risulta piuttosto semplice. Il materiale principale, solitamente bianco, siede nella piegatura finale del tubetto di dentifricio, dove è collocata la maggior parte della sua massa. Un tubo sottile, attraverso cui il materiale principale fluisce, è collocato tra la bocchetta ed esso. La parte colorata colma il divario tra il materiale di supporto e la parte superiore del tubo. I due materiali non sono posti in compartimenti separati. Le due componenti sono abbastanza viscose da non mescolarsi tra loro. Quando viene applicata della pressione al tubetto di dentifricio, il materiale principale comprime il tubo collocato tra la bocchetta ed il materiale stesso. Allo stesso tempo, la pressione esercitata sul materiale principale comprime a sua volta il materiale delle strisce (quello colorato), il quale si riversa quindi attraverso piccoli fori (nella parte del tubo) sul materiale principale mentre scorre nel tubetto.

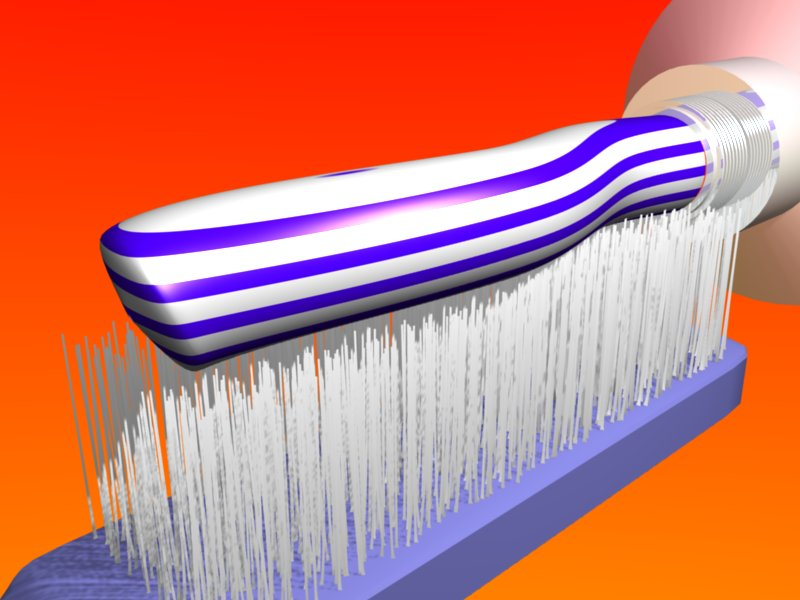
Immagine creata al computer di un dentifricio a strati.

Nel 1990 venne concesso un brevetto (USPTO 4.969.767) alla Colgate-Palmolive per le due strisce di colore diverso. In questo schema, il tubo interno ha una protezione conoidale di plastica attorno ad esso, e quasi a metà della sua lunghezza. Tra la protezione e la fine del tubetto interno c'è poi uno spazio per il materiale di un colore, che viene poi rilasciato dai fori nel tubo. Dall'altra parte della protezione vi è lo spazio per la seconda striscia di materiale.
Il dentifricio a strisce non deve essere confuso con il dentifricio a strati. Quest'ultimo richiede una progettazione multi-camera (per esempio quella del brevetto USPTO 5.020.694), in cui due o tre strati si spargono poi fuori dal beccuccio. Questo schema, simile a quello di distributori di pompa (USPTO 4.461.403), è più complicato (e quindi più costoso da produrre) rispetto sia alla progettazione di Marraffino o a quella della Colgate.

### Dentifricio alle erbe
I dentifrici alle erbe sono composti da ingredienti naturali ed alcuni sono anche certificati come biologici; molti consumatori hanno iniziato a passare al dentifrici naturali con il fine di evitare sapori sintetici ed artificiali, che si ritrovano invece comunemente nei dentifrici regolari. A causa della crescente domanda di prodotti naturali, la maggior parte dei produttori di dentifrici offre oggi (anche) prodotti a base di erbe. Tali tipi di dentifrici non contengono coloranti, aromi artificiali o sostanze sintetiche, e questo è uno dei motivi più comuni le persone sostengono quando passano da un normale dentifricio ad un dentifricio a base di erbe.
Alcune persone preferiscono utilizzare per la loro igiene orale dentifrici alle erbe per svariati motivi. Molti optano per essi apparentemente perché non sono testati sugli animali. Altri, intenzionati a proteggere l'ambiente o sensibili agli ingredienti dei dentifrici tradizionali, sono attratti dal fatto che quelli alle erbe non contengono coloranti od aromi artificiali. Le persone che fanno uso di farmaci omeopatici sono inoltre attratti dai dentifrici che non contengono menta, in quanto gli operatori sostengono che tale erba può interferire con l'efficacia del loro trattamento. I dentifrici alle erbe sono anche privi di fluoro; ciò sembra essere un ulteriore motivo comune per cui alcune persone preferiscono questo tipo di dentifricio rispetto al normale.
Inoltre, le persone che soffrono di allergie o possiedono altri problemi sanitari, possono prendere in considerazione le formulazioni a base di erbe o comunque naturali, che sono ampiamente disponibili nei negozi di alimentazione naturale ed attraverso siti Internet affidabili. Questi dentifrici possono essere una buona scelta per coloro che sono allergici alla menta od al sodio lauril solfato, l'agente schiumogeno che è incluso nel dentifricio di marche più commerciali.
Gli ingredienti tipici dei dentifrici a base di erbe e piante, si sono stabiliti con gli usi storici, come la mirra, che aiuta ad eliminare i batteri che causano la placca, la camomilla, che aiuta a ridurre l'infiammazione delle gengive, l'echinacea, che stimola il sistema immunitario, la salvia, che riduce il sanguinamento; sono usati anche oli essenziali, come la menta piperita, per aggiungere sapore e alleviare il dolore e l'infiammazione. Altri ingredienti comuni in questi prodotti includono zenzero, chiodi di garofano e olio di tè d'albero. Alcune marche includono anche il fluoro, ma la maggior parte non lo fanno. Occasionalmente, gli aromi alla menta possono irritare la pelle, la bocca e gengive; per questo molti dentifrici omeopatici o naturali sono privi di menta. Marche diverse offrono ingredienti e combinazioni tra essi differenti.
L'eucalipto è comunque uno degli ingredienti più comuni presenti nei dentifrici alle erbe, dovuto principalmente alle sue proprietà di sbiancamento dei denti e prevenzione alla macchiatura. La mirra è usata per prevenire gengiviti e alitosi e la camomilla e la salvia sono considerati utili nel calmare ulcere della bocca, mal di denti e gengive infiammate.
Sebbene molti operatori sanitari naturali raccomandino dentifrici alle erbe, molte delle indicazioni sull'effettiva efficacia di questi prodotti non sono stati dimostrati clinicamente. Solo una serie di dentifrici a base di erbe hanno avuto una conferma sull'efficacia verso la salute, approvati dal BDHF-Kingfisher. Tuttavia, gli operatori sanitari affermano che la mancanza di studi clinici non dovrebbero necessariamente deludere le persone utilizzatrici di dentifrici alle erbe, in quanto essi sono molto costosi e la maggior parte dei produttori non hanno i mezzi finanziari per poterli realizzare. Essi affermano inoltre che l'utilizzo di tutti i dentifrici naturali porterà grandi benefici per la salute ad i consumatori. D'altra parte, i dentisti non sono d'accordo che il regolare uso di dentifrici tradizionali possa costituire una minaccia per la salute, in quanto le sostanze chimiche presenti in questi dentifrici si trovano in quantità troppo piccole per causare un problema di salute. I dentisti raccomandano alle persone che usano regolarmente i dentifrici a base di erbe di avere la consapevolezza che gli abrasivi in alcuni di essi non sono abbastanza forti per pulire i denti correttamente e consigliano loro di verificare con il proprio dentista il reale benefico, per assicurarsi che il dentifricio stia facendo la sua corretta e completa funzione. In ogni caso, è stato dimostrato, che fintanto una persona spazzola i denti regolarmente per almeno due volte al giorno, non ci dovrebbero essere problemi della placca, a prescindere dal tipo di dentifricio utilizzato.
Le persone possono anche produrre i loro dentifrici a base di erbe, con l'aiuto delle ricette che si possono trovare su diversi siti Internet. Tuttavia, non è stata dimostrata la loro efficienza, né la loro sicurezza d'uso. Gli ingredienti comuni del dentifricio fatto in casa naturale sono il caolino in polvere, il bicarbonato, la polvere di mirra, le foglie di lampone ed erbe aromatiche, la menta verde, la salvia ed oli essenziali. In ogni caso, quando si utilizza un dentifricio che non ha dimostrato di essere efficace nella prevenzione delle malattie parodontali, è importante avere regolari controlli professionali. Questi ingredienti sono comunque sicuri per la salute, ma l'efficienza del dentifricio deve essere confermata da uno specialista al fine di evitare diversi problemi per l'igiene orale.

## Aspetti controversi

### Ingestione
Con l'eccezione dei dentifrici destinati ad essere utilizzati sugli animali domestici come cani e gatti, e i dentifrici utilizzati dagli astronauti, la maggior parte dei prodotti non è destinato ad essere ingerito, in quanto ciò potrebbe causare nausea o diarrea.

### Tossicità del fluoro
Il fluoro è utilizzato nella maggior parte dei dentifrici come principio attivo. Molte polemiche sono scaturite a seguito dell'uso quotidiano di tale sostanza.
Il dentifricio al fluoro sembra possa provocare dei danni alla salute: infatti l'assunzione di quantità di fluoro superiori ai 2 mg al giorno causa fluorosi. Se un ingente quantitativo di dentifricio viene ingerito, un centro antiveleni dovrebbe essere contattato immediatamente.. Negli USA, sui tubetti di dentifricio è obbligatoria una dicitura che invita a contattare un medico o un centro di controllo, nel caso in cui venga ingerita una quantità eccessiva di dentifricio, e quindi di fluoro.
L'efficacia del fluoro è messa in dubbio da alcuni chimici e studiosi di tutto il mondo, che si appellano soprattutto a un numero crescente di studi che evidenzierebbero la tossicità dei sali di fluoro, in grado di causare, con sovradosaggi minimi, delle fluorosi; rovinando le ossa ed i denti, e causando problemi al sistema nervoso e deficit cognitivi. Tuttavia gli articoli citati si riferiscono alla tossicità di integratori alimentari al fluoro, facendo salva l'utilità del fluoro contenuto nei dentifrici che invece svolge un'attività protettiva efficace.
Altri studiosi controbattono queste critiche, affermando invece che i vantaggi nell'utilizzo del fluoro come aiuto nella mineralizzazione dello smalto dentario si dimostrano anche con l'osservazione naturale nelle popolazioni residenti in zone limitrofe alla presenza di acque ricche di ioni fluoro, in cui è presente una bassissima incidenza di carie.
È anche degno di nota che il rischio nell'utilizzo del fluoro sia abbastanza basso ed anzi l'uso di dentifricio ad alto contenuto di fluoro (1350÷1500 ppm) è consigliato per tutte le età (anche se più piccoli volumi sono usati per bambini piccoli; una "macchia" di dentifricio fino a 3 anni).

### Dentifrici senza fluoro
Ci sono diverse opzioni di dentifricio senza fluoro disponibili sul mercato per coloro che scelgono di non usare tale elemento. Esistono in commercio dentifrici a base di sostanze lavanti delicate (sodium cocoglucoside tartrate, argilla bianca) ed estratti vegetali ad azione lenitiva per gengive e colletti gengivali (estratto di mirra, camomilla, krameria triandra), olio di menta piperita, estratto vegetale di fragola. Non contengono né sostanze derivate dal petrolio (come i PEG), né diossido di titanio cancerogeno, né sali di fluoro o dolcificanti artificiali come la saccarina sodica. In genere vengono aromatizzati con oli essenziali naturali e dolcificanti come il glicizirrinato di ammonio o polialcoli (sorbitolo, xilitolo: quest'ultimo è un dolcificante naturale in grado di contribuire alla prevenzione della carie dentaria e alla remineralizzazione di piccole lesioni).
Alcuni dentifrici naturali utilizzano come principio attivo anti-carie il carbossimetilchitosano, presente nell'esoscheletro dei crostacei. Questo omoglicano è in grado di avvicinare i valori del pH della bocca alla neutralità neutralizzando l'acido lattico; ha inoltre capacità antimicrobiche.
Tuttavia diversi dentisti e promotori di salute orale consigliano di non utilizzare questi ultimi.
Sono stati anche riportati dei casi di gengivite plasmacellulare per via dell'uso di dentifrici a base di erbe contenenti cannella.

### Alterazione della percezione gustativa
Il succo d'arancia ed altri succhi di agrumi vengono percepiti con un sapore sgradevole dopo aver usato il dentifricio in quanto l'interazione chimica tra il fluoruro stannoso presente nel dentifricio e l'acido citrico contenuto nei succhi provoca un'alterazione del sapore.
Il sodio lauril solfato altera la percezione gustativa, generalmente incrementando il gusto amaro, abbattendo i fosfolipidi che inibiscono i recettori di tale gusto; si pensa inibisca anche i recettori del gusto dolce. All'opposto, è noto che la mela risulti invece di sapore più gradevole dopo l'uso del dentifricio.
È ancora un problema irrisolto distinguere se la causa dell'alterazione del gusto di succo d'arancia sia dovuta al fluoruro stannoso od al sodio lauril solfato; si pensa che l'aroma aggiunto (spesso il mentolo) possa anche prendere parte all'alterazione della percezione del gusto, quando è vincolante nei recettori linguali del freddo.